# Rafael de Andrade Bittencourt
Rafael de Andrade Bittencourt, född 3 mars 1982 i São Paulo, är en brasiliansk före detta fotbollsmålvakt. Han spelade under sin karriär för Santos, São Bento, Hellas Verona, Cagliari och Spezia.